# PZL P.24
PZL P.24 byl polský jednomístný jednomotorový hornoplošný stíhací letoun, který však nebyl zaveden v polské armádě, ale byl exportován do Rumunska, Řecka, Bulharska a Turecka. Stal se základem pro úspěšný rumunský stíhací dolnoplošník IAR 80.

## Vznik
Práce na projektu stíhacího letounu P-24 byly zahájeny počátkem roku 1932 ve Státní letecké továrně. Projekt byl financován PZL z vlastních prostředků bez objednávky ministerstva obrany. Teoretickou část projektu ing. Jakimiuk ukončil v červenci 1932, ve druhém pololetí již dohlížel na stavbu čtyř prototypů, vycházejících z typu PZL P.11.

## Vývoj
První prototyp PZL P-24/I byl dokončen v únoru 1933, v květnu byl zalétán zkušebním pilotem kapitánem Bolesłavem Orlińskim. Pohon zajišťoval čtrnáctiválcový motor Gnome-Rhône 14K Mistral Major s dvoulistou nestavitelnou vrtulí Somański. Silné vibrace pohonné jednotky během prvního letu poškodily motorové lože, další testovací let proto proběhl až po opravě v říjnu 1933. Zkoušky letounu P-24/I v Ústavu pro výzkum letecké techniky byly dokončeny v únoru 1934.

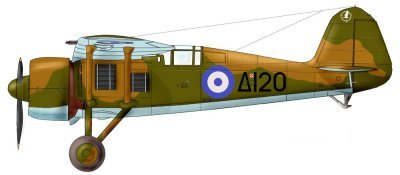
Řecký PZL P.24G stíhací letky 22, Thessaloniky

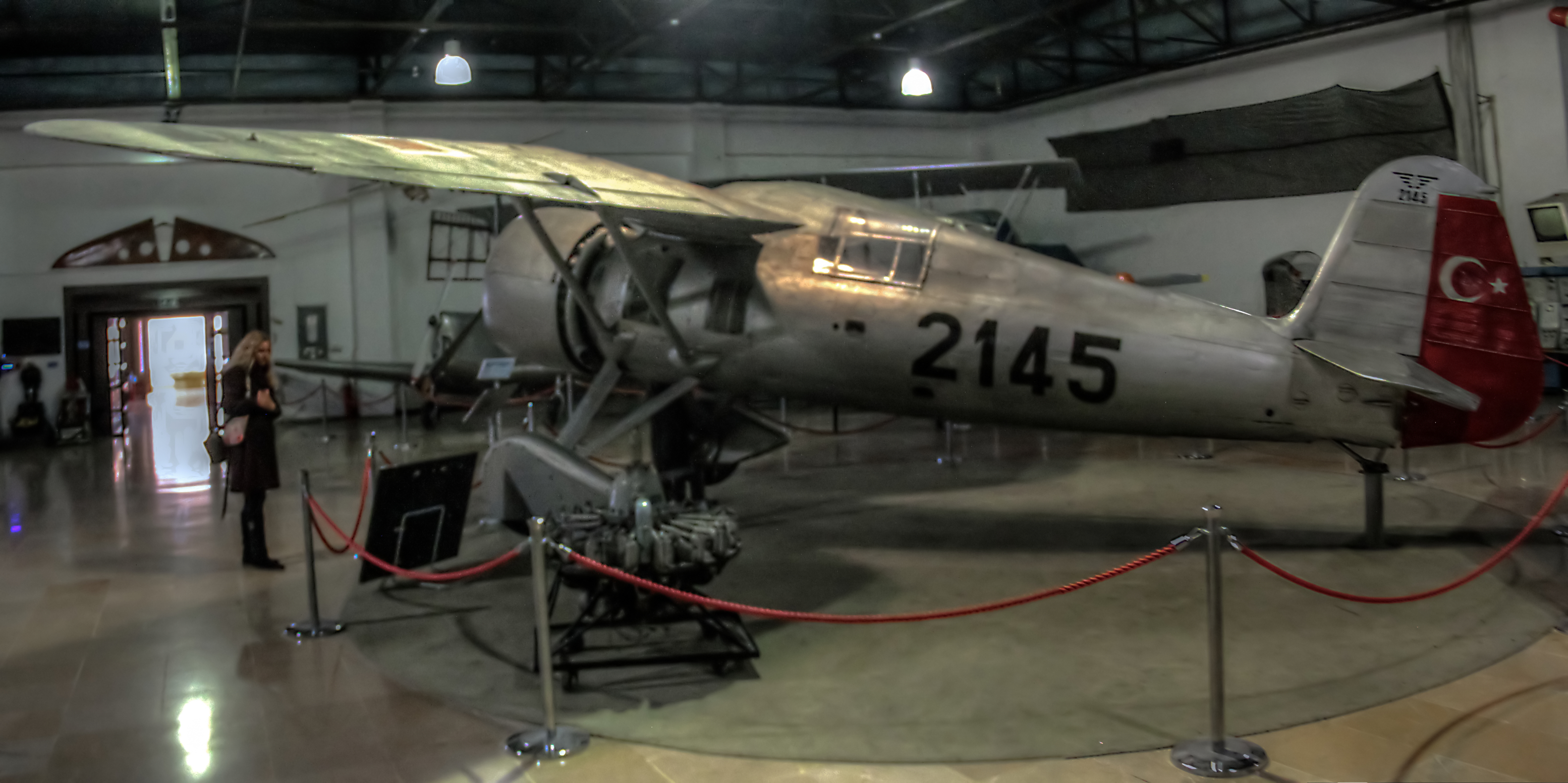
Jediný ve světě dochovaný PZL P.24G. Turecké letecké muzeum, Istanbul

Druhý prototyp P-24/II byl zalétán se stejným hvězdicovým motorem v březnu 1934. Shodná byla také výzbroj skládající se ze dvou kanónů ráže 20 mm instalovaných ve výstupcích pod křídlem v místě ukotvení vzpěr.
Třetí vyrobený exemplář P-24/III poprvé vzlétl v srpnu 1934 s novým silnějším vzduchem chlazeným motorem Gnome-Rhône 14Kfs o maximálním výkonu 693 kW. Hlavňovou výzbroj tvořila dvojice kanónů Oerlikon FF ráže 20 mm pod křídlem a dvojice synchronizovaných kulometů Colt-Browning ráže 7,92 mm zabudovaných v trupu před stále ještě nezakrytou kabinou.
Následně továrna PZL zahájila produkci šestikusové ověřovací série P-24. Nová řada strojů obdržela překryt kabiny s přizpůsobenou hřbetní částí trupu, kulomety již byly instalovány vně ukotvení vzpěr v křídle. Z důvodu zlepšení výhledu pilota byla snížena osa motoru o 0,14 m.
V polovině roku 1936 objednalo Rumunsko šest P-24 jako vzorové pro sériovou výrobu dalších padesáti strojů v továrně Industria Aeronautică Română z Brašova, kde se navázalo na licenční stavbu PZL P-11f. Licenční PZL P-24E s třílistou kovovou vrtulí poháněl vzduchem chlazený čtrnáctiválec IAR 14K-II C32 o vzletovém výkonu 670 kW. Výzbroj byla složená ze dvou kanónů a dvou kulometů jako u polského vzoru. Některé později vyrobené stroje měly výkonnější variantu motoru IAR 14K-III a jejich výzbroj byla redukována na čtyři kulomety ráže 7,92 mm. Výroba byla ukončena na podzim roku 1939 nahrazením produkce typem IAR-80.
Na výrobu vzorových P-24 pro Rumunsko navázala v závodě PZL Okęcie-Pałuch výroba 24 letounů pro Turecko. Dalších dvacet exemplářů bylo do země exportováno ve formě sestav spolu s licenčními právy na výrobu stokusové série. Zakázka pro Turecko byla dokončena na začátku roku 1937 ve formě deseti P-24A s kombinovanou výzbrojí kanónů a kulometů a P-24C se čtveřicí kulometů. Stroje poháněly čtrnáctiválce Gnome-Rhône 14 Kfs. Na jaře 1937 zkompletovala turecká letecká továrna své první P-24F s novějšími motory Gnome-Rhône 14N. V roce 1939 turecký výrobce ještě dohotovil sérii dvaceti kusů P-24G pouze se čtyřmi kulomety. Do jejich draku byl zabudován motor Gnome-Rhône 14N-07, který v hladině 4550 m dosahoval výkonu 723 kW. Další odlišností byl prodloužený kryt motoru s upraveným systémem výfuků, základním pancéřováním sedadla a čelního štítku a modernějším přístrojovým vybavením.
Na začátku roku 1937 letecký výrobce PZL uzavřel s Řeckem předběžnou smlouvu o dodávce třiceti P-24A a šesti P-24B pouze s kulomety. Řecké letectvo si vyžádalo zvětšení palivové nádrže a úpravu palivové a olejové instalace. Řekové nakonec převzali pět P-24A na podzim roku 1937 a o půl roku později novější P-24F a P-24G.
Další exportní zemí se stalo Bulharsko, které na počátku roku 1938 získalo 14 P-24B a do konce roku dalších 20 P-24C a v červenci 1939 posledních 22 P-24F.

## Nasazení

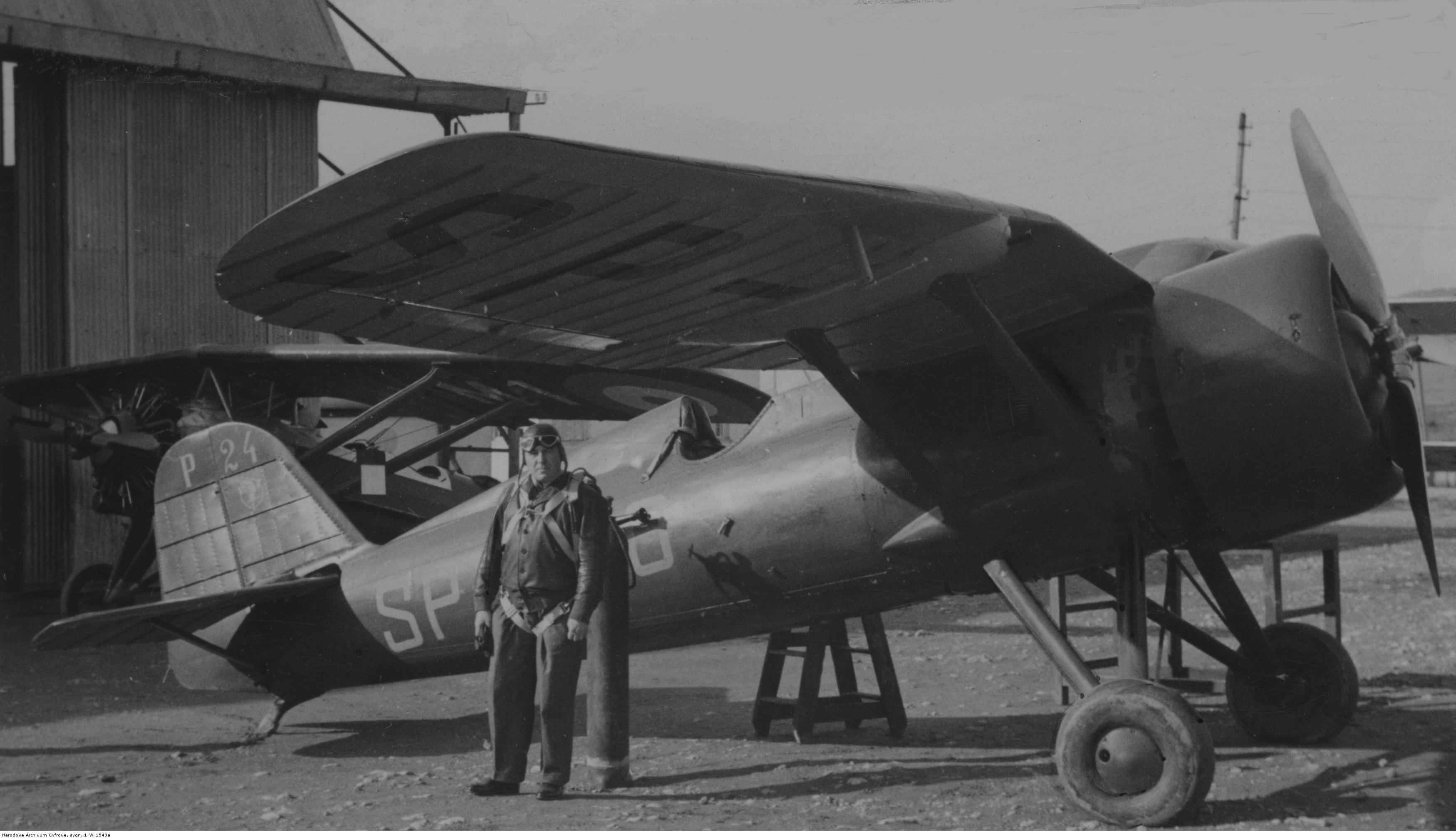
PZL P.24

Královské letecké síly Rumunska začaly přejímat P-24E na jaře 1938. Stroje zařazené u tří Escadrile byly v létě 1941 využity k podpoře 3. a 4. rumunské armády při útoku na SSSR. Na konci roku 1941 byly staženy z frontových oblastí k týlovým jednotkám, především ke školním.
Řecké letectvo nasadilo svých 25 bojeschopných P-24 ve třech letkách 29. října 1940 do bojů proti Regia Aeronautica a poté proti Luftwaffe.
Bulharské letectvo stáhlo své P-24 v důsledku zastaralosti a nedostatku náhradních dílů ze služby již koncem roku 1940 a uložilo je do skladů rezerv.
PZL P-24 nejdéle sloužily v armádě neutrálního Turecka a to do roku 1943, kdy je nahradily letouny Hawker Hurricane Mk.II. Do roku 1948 působily ve školních a výcvikových jednotkách.
V samotném Polsku se v leteckých bojích začátkem války v epizodní roli uplatnily pouhé dva stroje.

## Specifikace (P.24C)

Třípohledový nákres

Údaje podle

### Technické údaje
- Osádka: 1 (pilot)
- Rozpětí: 10,72 m
- Délka: 7,50 m
- Výška: 2,69 m
- Nosná plocha: 17,90 m²
- Hmotnost prázdného stroje: 1 328 kg
- Vzletová hmotnost: 2 000 kg
- Pohonná jednotka: 1 × vzduchem chlazený čtrnáctiválcový dvouhvězdicový motor Gnome-Rhône 14Kfs Mistral Major
- Výkon pohonné jednotky: 943 k (693 kW) ve výšce 4 530 m

### Výkony
- Maximální rychlost: 410 km/h (ve výšce 4 500 m)
- Dostup: 9 000 m
- Dolet: 680 km

### Výzbroj
- 4 × kulomet Colt-Browning ráže 7,92 mm v křídle (300 nábojů na hlaveň)
- 2 × 50kg letecká puma